# Куприн (телесериал)
«Купри́н» — российский тринадцатисерийный драматический телесериал режиссёров Владислава Фурмана, Андрея Эшпая и Андрея Малюкова, производства телекомпании «Красный квадрат. Кино» и Студии «Русский проект». Премьерный показ телесериала состоялся на «Первом канале» со 2 по 10 июня 2014 года.
Многосерийный художественный фильм состоит из трёх частей, снятых разными режиссёрами по мотивам повестей и рассказов русского писателя Александра Куприна:
- «Куприн. Фильм 1. Поединок» (4 серии, режиссёр — Андрей Малюков, экранизация произведений «Поединок», «Юнкера», «Брегет», «Пиратка», «Штабс-капитан Рыбников»);
- «Куприн. Фильм 2. Впотьмах» (4 серии, режиссёр — Андрей Эшпай, экранизация произведений «Люция», «Впотьмах», «Путаница», «Система», «Молох»);
- «Куприн. Фильм 3. Яма» (5 серий, режиссёр — Владислав Фурман, экранизация произведений «Яма», «Гранатовый браслет», «Без заглавия», «Святая любовь», «Телеграфист»).

## Сюжет
Главная идея фильма заключается в том, чтобы переплести судьбы героев из разных повестей и рассказов писателя Александра Куприна.
Все три части телесериала объединяет образ самого писателя, который не только исполняет роль рассказчика, но и лично встречается с героями собственных произведений.

## Куприн. Яма

Постер фильма «Куприн. Яма»

Экранизация произведений «Яма», «Гранатовый браслет», «Без заглавия», «Святая любовь», «Телеграфист».

### В ролях
| Актёр                  | Роль                                                                                  |
| ---------------------- | ------------------------------------------------------------------------------------- |
| Михаил Пореченков      | Александр Иванович Куприн / Сергей Иванович Платонов газетный работник, учитель Берты |
| Антон Шагин            | Пётр Аркадьевич Лихонин старый студент                                                |
| Екатерина Шпица        | Люба жена Горизонта, девица                                                           |
| Светлана Ходченкова    | Женя (Сусанна Райцына) проститутка                                                    |
| Полина Агуреева        | Тамара проститутка                                                                    |
| Наталья Егорова        | Анна Марковна Шойбес хозяйка Ямы                                                      |
| Нелли Попова           | Эмма Эдуардовна Тицнер старшая экономка                                               |
| Анатолий Белый         | Василий Львович Шеин князь, губернский предводитель дворянства                        |
| Ирина Леонова          | Вера Николаевна Шеина жена Василия Шеина, возлюбленная Георгия Желткова               |
| Максим Аверин          | Георгий Степанович Желтков телеграфист                                                |
| Владимир Симонов       | Николай Николаевич Мирза-Булат-Тугановский брат Веры Шеиной, товарищ прокурора        |
| Дарья Екамасова        | Нюра проститутка                                                                      |
| Мария Бердинских       | Паша проститутка                                                                      |
| Максим Блинов          | Борис Алексеевич Собашников друг Петра Лихонина                                       |
| Борис Каморзин         | Фома Фомич Кербеш местный околоточный надзиратель                                     |
| Сергей Стрельников     | Сенька любовник Тамары                                                                |
| Екатерина Стриженова   | Елена Викторовна Ровинская баронесса, певица                                          |
| Александр Чевычелов    | Парчинский драматический артист столичных театров                                     |
| Леонид Кулагин         | Генерал Яков Михайлович Амосов дедушка Веры и Анны                                    |
| Мария Зорина           | Соня проститутка                                                                      |
| Семён Штейнберг        | Володя возлюбленный Сони                                                              |
| Евгений Миллер         | Семён Яковлевич Горизонт муж Любы                                                     |
| Ольга Павловец         | Анна Николаевна Фриессе сестра Веры                                                   |
| Валерий Гришко         | Решетов                                                                               |
| Евгения Нохрина        | Лена возлюбленная Петра Лихонина                                                      |
| Наталья Ткаченко       | мать Лены                                                                             |
| Эдуард Федашко         | Симеон вышибала                                                                       |
| Александра Черкасова   | Ванда проститутка                                                                     |
| Анастасия Асеева       | Зося младшая экономка                                                                 |
| Иван Агапов            | Норич                                                                                 |
| Яна Гладких            | Надя Лямина студентка                                                                 |
| Тимофей Трибунцев      | Ванька-Встанька тайный почётный посетитель «Ямы»                                      |
| Александр Крамаровский | Исай Саввич муж Анны Марковны                                                         |
| Василий Щипицын        | Гаврила Петрович Ярченко приват-доцент                                                |
| Полина Плучек          | Берта дочь Анны Марковны                                                              |
| Яков Левда             | Коля Гладышев кадет                                                                   |
| Сергей Русскин         | учитель                                                                               |
| Полина Сидихина        | немка                                                                                 |

### Съёмочная группа
- Режиссёр-постановщик — Владислав Фурман
- Вторые режиссёры — Ирина Тимофеева и Марат Рафиков (планирование)
- Авторы сценария — Николай Лырчиков, Елена Исаева, Ольга Михайлова при участии Влада Фурмана
- Оператор-постановщик — Кирилл Мошкович
- Художники-постановщики — Игорь Топилин, Елена Жукова
- Художник-декоратор — Александр Щербаков
- Композитор — Денис Пекарев
- Художник по костюмам — Лариса Лебедева
- Художник по гриму — Марианна Тер-Аракелян
- Звукорежиссёр — Андрей Климинов
- Режиссёр монтажа — Андрей Компаниец
- Подбор актёров — Татьяна Красинская
- Ассистент режиссёра по актёрам на площадке — Анна Волкова
- Постановщик трюков — Валерий Деркач
- Продюсеры — Константин Эрнст (генеральный), Денис Евстигнеев (генеральный), Дмитрий Трубин (исполнительный), Татьяна Голынская, Антон Шварц (музыкальный)

### Саундтрек
| Автор композиции    | Название и её исполнитель(и)                                 |
| ------------------- | ------------------------------------------------------------ |
| Джулио Каччини      | Ave Maria[уточнить] (исп. Алиса Гицба)                       |
| Людвиг ван Бетховен | Соната для фортепиано № 2                                    |
| Фредерик Шопен      | Ноктюрн до-диез минор                                        |
| Иоганн Штраус       | Вальс (исп. А. Крамаровский и А. Кудрявцев)                  |
| Иоганн Штраус       | Полька «Трик-Трак» (исп. А. Крамаровский и А. Кудрявцев)     |
| Витторио Монти      | Чардаш                                                       |
| Леонид Малашкин     | На последнюю пятёрочку (исп. А. Крамаровский и А. Кудрявцев) |
| Яков Фельдман       | Ямщик, не гони лошадей (исп. А. Крамаровский и А. Кудрявцев) |
|                     | Шансоньетка                                                  |

## Куприн. Впотьмах
Экранизация произведений «Люция», «Впотьмах», «Путаница», «Система», «Молох».

### В ролях
| Актёр              | Роль                                                             |
| ------------------ | ---------------------------------------------------------------- |
| Михаил Пореченков  | Александр Иванович Куприн артист цирка-шапито                    |
| Леонид Бичевин     | Иван Егорович Аларин инженер сталелитейного завода               |
| Екатерина Тарасова | Дарья Павловна гувернантка Сергея Кашперова                      |
| Елизавета Боярская | Зенида укротительница тигров в цирке-шапито                      |
| Максим Суханов     | Сергей Григорьевич Кашперов богатый заводчик                     |
| Мария Смольникова  | Лиза дочь Сергея Кашперова                                       |
| Евгений Цыганов    | Степан Спиридонович Ознобишин отчаянный помещик                  |
| Виталий Кищенко    | Ювеналий Алексеевич Абэг автор системы выигрышей в азартные игры |
| Евгения Симонова   | Колосова, мать Дарьи                                             |
| Дмитрий Лысенков   | Свежевский                                                       |
| Сергей Дрейден     | Осип Осипович Гольдберг врач                                     |
| Сергей Удовик      | Иван Ефимович Пчеловодов дворянин                                |
| Игорь Марычев      | Павел Афанасьевич Круковский                                     |
| Леонид Мозговой    | главный врач больницы                                            |

### Съёмочная группа
- Режиссёр-постановщик — Андрей Эшпай
- Вторые режиссёры — Марат Рафиков и Ольга Предыбайлова
- Авторы сценария — Татьяна Сотникова, Владимир Сотников при участии Андрея Эшпая и Романа Артемьева
- Оператор-постановщик — Сергей Юриздицкий
- Постановщик трюков — Олег Корытин
- Продюсеры — Константин Эрнст (генеральный), Денис Евстигнеев (генеральный), Марина Капустина (исполнительный), Татьяна Голынская, Андрей Эшпай (музыкальный)

### Саундтрек
| Автор композиции                            | Название и её исполнитель(и)                                    |
| ------------------------------------------- | --------------------------------------------------------------- |
| Франц Шуберт                                | Серенада                                                        |
| Морис Равель (аранжировка — Игорь Кантюков) | Вальс (исп. Ансамбль солистов оркестра имени С. В. Рахманинова) |
| Народная                                    | Ты постой, красавица                                            |

## Куприн. Поединок
Экранизация произведений «Поединок», «Юнкера», «Брегет», «Пиратка», «Штабс-капитан Рыбников», «Дознание».

### В ролях
| Актёр              | Роль                                   |
| ------------------ | -------------------------------------- |
| Михаил Пореченков  | Александр Иванович Куприн, поручик     |
| Никита Ефремов     | Георгий Алексеевич Ромашов, подпоручик |
| Александр Макогон  | Николаев, поручик                      |
| Екатерина Вилкова  | Шурочка, жена поручика Николаева       |
| Андрей Зибров      | Петерсон                               |
| Екатерина Климова  | Раиса, жена Петерсона                  |
| Роман Мадянов      | Слива, капитан                         |
| Тагир Рахимов      | Рыбников, штабс-капитан                |
| Сергей Сосновский  | Старик                                 |
| Василий Мищенко    | Шульгович                              |
| Сергей Шеховцов    | Лех                                    |
| Владимир Роганов   | Лбов                                   |
| Беник Аракелян     | Бек-Агамалов                           |
| Всеволод Болдин    | Веткин                                 |
| Павел Фартуков     | Хлебников                              |
| Азамат Нигманов    | Гайнан                                 |
| Юрий Титов         | Чекмарёв                               |
| Александр Сирин    | Зегржт                                 |
| Ромуальд Макаренко | Диц                                    |
| Дмитрий Погодин    | Шаповаленко                            |
| Андрей Сергеев     | генерал                                |
| Юрий Лопарёв       | денщик Сливы                           |

### Съёмочная группа
- Режиссёр-постановщик — Андрей Малюков
- Второй режиссёр — Александр Мелешко
- Режиссёр второй группы — Сергей Кешишев
- Автор сценария — Николай Лырчиков
- Оператор-постановщик — Алексей Фёдоров
- Продюсеры — Константин Эрнст (генеральный), Денис Евстигнеев (генеральный), Галина Белинская (исполнительный), Татьяна Голынская, Антон Шварц (музыкальный)

### Саундтрек
| Автор композиции                                | Название и её исполнитель(и)                                                        |
| ----------------------------------------------- | ----------------------------------------------------------------------------------- |
| Пётр Чайковский                                 | Марш 98-го Юрьевского пехотного полка (исп. Брасс-ансамбль МГК им. Чайковского)     |
| Иоганн Штраус-сын                               | Вальс «Весенние голоса»                                                             |
| Евгений Юрьев                                   | Зачем любить, зачем страдать? (исп. Екатерина Климова)                              |
| С. Штейман                                      | Уголок (исп. С. Шевелева (фортепиано))                                              |
| На стихи Александра Пушкина, музыка народная    | Вещий Олег (исп. С. Шевелева (фортепиано))                                          |
| Музыка и слова народные                         | Кай Ёнэ (исп. Цыганский ансамбль «Рома»)                                            |
| Музыка и слова народные                         | Ай, да ну… (исп. Цыганский ансамбль «Рома»)                                         |
| Музыка и слова народные                         | Эх ты, бабочка молоденькая (исп. Е. Иванов (гармонь, вокал))                        |
| Б. Андржиевский (слова), Евгений Юрьев (музыка) | Эй, ямщик, гони-ка к «Яру» (исп. Ю. Морфессии)                                      |
| В. Артемьев                                     | Не забуду я ночи той тёмной                                                         |
| Автор музыки неизвестен                         | Шансоньетка (исп. В. Верина)                                                        |
| Витторио Монти                                  | Чардаш (исп. О. Полежаев (скрипка))                                                 |
| Музыка и слова народные                         | Гуляй, удала голова (исп. Е. Иванов (гармонь, вокал))                               |
| Иоганн Штраус (отец)                            | Полька (исп. Антон Шварц (фортепиано))                                              |
| Фредерик Шопен                                  | Вальс си-минор (исп. С. Шевелева (фортепиано))                                      |
| Музыка народная                                 | Плясовая (исп. Е. Иванов (гармонь))                                                 |
| С. Макаров                                      | Вы просите песен, их нет у меня (исп. И. Звеняцкая (вокал) и О. Полежаев (скрипка)) |
| Автор музыки неизвестен                         | Собачий вальс (исп. К. Шевелев (фортепиано))                                        |

## Создание
Изначально планировалось, что телесериал «Куприн» будет состоять из 4-х частей, но для экранизации повести «Олеся» так и не смогли подыскать достойного режиссёра, и в результате частей получилось только три. Сериал снимали в Подмосковье, Санкт-Петербурге, Старожилове и Ельце. На роль Куприна Михаила Пореченкова утвердил режиссёр Андрей Малюков. Ради роли Куприна актёр Михаил Пореченков за 2 месяца похудел на 20 килограммов, а также ходил в конно-спортивный клуб для обучения верховой езде. В сценах с хищниками актрису Елизавету Боярскую дублирует известная дрессировщица Карина Багдасарова.

## Рейтинг сериала в России
Телесериал «Куприн» с успехом стартовал в эфире «Первого канала», с большим отрывом оставив позади другие проекты данного тайм-слота:
- Первые две серии получили долю 22,6 по СТИ+ (Москва), 18,2 по TNS (Москва) и 21,6 по TNS (Россия).
- Третья и четвёртые серии собрали 24,9 по СТИ+ (Москва) и 17,5 по TNS (Москва).

## Отзывы
- Сусанна Альперина, журналист «Российской газеты»:

…это достаточно мощный аккорд не только потому, что зрители будут смотреть фильм, в том числе и в праздничные выходные, но и оттого, что премьера весьма ожидаема.
- Игорь Карев, журналист «Газеты.ru»:

Получился вполне связный и объёмный рассказ о том, из какого сора выросли программные произведения Куприна, и о том, где писатель находил своих героев и свои сюжеты. Конечно, исторической правды в такой реконструкции немного, но она имеет право на существование.
- Сергей Ефимов, журналист «Комсомольской правды»:

Парадоксальная неторопливая поспешность «Куприна» убивает что-то, существующее в книжках писателя между строк; экранное с трудом экстраполируется на смотрящего — а в этом, наверное, и заключалась вся затея… Был бы жив Куприн, он бы наверняка всё переделал — специально для современного ТВ. Нет, совсем необязательно переносить действие в 21 век, но вдохнуть жизнь в этот удивительно красивый и тонкий проект не помешало бы.
- Сериал попал в список «10 лучших русских сериалов 2014 года» по версии журнала «Афиша»[8].

## Награды и номинации
- 2015 — Номинация на премию «Золотой орёл» за «Лучший телевизионный сериал (более 10 серий)»[9]